# Rodbina Welf
Welfi so evropska vladarska rodbina, katere člani so bili mnogi nemški in britanski monarhi od 11. do 20. stoletja, pa tudi car Ivan VI. Ruski. Njihovo ime je v italijanski različici prešlo tudi na poimenovanje papeževih pristašev v Italiji, gvelfov.
Rodbina Welfov izhaja iz najvišjega vladajočega razreda Frankovskega cesarstva. V ozki sorodstveni povezavi z dinastijo Karolingov so si pridobili velik ugled in obsežne posesti. Rodbino delimo v starejšo in mlajšo rodbino Welfov. 
Starejša veja Welfov se naprej deli v burgundski del rodbine, ki je ustvaril kraljevino Burgundijo in švabski del z ozemlji vzhodno od Bodenskega jezera, v Vorarelbergu in na Švabskem. Burgundska veja je leta 1032 izumrla. Leta 1055 je po moški strani izumrla tudi švabska veja, ki pa je po ženski strani z možitvijo prenesla svoje imetje in ime na italijansko grofovsko rodbino Este, ki je tudi izšla iz visokega frankovskega plemstva.
Začetnik mlajše veje Welfov oziroma rodbine Wef-Este je tako imenovani Welf IV., ki ga je cesar Henrik IV. imenoval za bavarskega vojvodo. Njegovi nasledniki so z ženitvami pridobili še rodbinsko posest saških plemenskih vojvod in tudi saški vojvodski položaj. Postali so najmočnejši nemški knezi in kot taki upravičeno pričakovali izvolitev za nemškega kralja. Toda nemški volilni knezi so se ustrašili njihove prevelike oblasti in so za nemškega kralja izvolili protikandidata iz rodbine Štaufovcev, Konrada III. Tekma za nemški prestol se je med rodbinama nadaljevala še dve generaciji in Welf Oton IV. je kraljevi in cesarski položaj za kratek čas tudi dosegel, a ga ni mogel obdržati. Njegov nečak, Oton Otrok, edini moški dedič welfskih rodbinskih posesti, se v visoko politiko ni več spuščal in se je raje posvečal utrjevanju rodbinskih posesti, vojvodini Braunschweig-Lüneburg. Toda njegovi nasledniki so rodbinsko posest spet delili na vse manjše enote in povsem izgubili nekdanji rodbinski vpliv.
Po pomembnosti so se v 17. stoletju ponovno vzpeli Welfi s posestmi v Hannovru; pridobili so si položaj vojvod in volilnih knezov Svetega rimskega cesarstva. Na začetku 18. stoletja so Welfi po smrti kraljice Ane, zadnje britanske vladarice iz rodbine Stuartov, stopili tudi na britanski in irski prestol, saj je bil hannovrski volilni knez Jurij Ludvik prvi v vrsti med protestantskimi potomci Stuartov. Skladno z zakonom iz leta 1701, ki dedovanje krone dopušča zgolj protestantom, je ob Anini smrti leta 1714 Jurij Ludvik postal britanski kralj Jurij I.

## Starejša rodbina Welfov
Po legendi izhaja družinsko drevo iz Edekona, hunskega ali skitskega kneza iz Atilovih časov in očeta Odoakerja. Zgodovinsko pa je (po mnenju Josefa Fleckensteina, ki je široko sprejeto) eden od njihovih praočetov grof Ruthard (†~790), ki je do leta 746 pridobil ozemlje v osrčju karolinške oblasti, v porečjih Meuse in Mozele. Od sredine 8. stoletja so imeli Welfi ozemlja tudi na Zgornjem Švabskem, najbolj znana je posest Weingarten (tedaj Altdorf).
Na začetek welfskega rodovnika postavljajo zgodovinarji Welfa I., ki se v virih pojavlja leta 819 in je po Fleckensteinovem mnenju Ruthardov naslednik. Brez dvoma je pripadal najvišjemu vodilnemu sloju frankovskega cesarstva, saj mu je uspelo v cesarsko rodbino Karolingov poročiti kar dve svoji hčeri: Judith (†843) s cesarjem Ludvikom Pobožnim, sinom in naslednikom Karla Velikega, ter Hemmo (†876) z Ludvikovim sinom, vzhodnofrankovskim kraljem Ludvikom Nemškim.

### Frankovsko burgundski Welfi
Sin Wellfa I., Konrad Starejši (†~863), je bil eden najožjih zaupnikov svojega svaka, cesarja Ludvika Pobožnega, in je bil posrednik pri delitvi dediščine med njegove sinove. Najprej si je ustvaril močno oblast na Zgornjem Švabskem, dobil z ženitvijo tudi zahodnofrankovsko posest in leta 849 postal grof Pariza. Leta 859 je iz tabora svaka Ludvika Nemškega prestopil v tabor njegovega polbrata in tekmeca Karla Plešastega, sina sestre Judith. S tem je zgubil vse posesti v vzhodnofrankovskem kraljestvu, poplačan pa je bil na zahodu z grofijo Auxere. 
Grofijo je podedoval njegov sin Konrad Mlajši (†~878), ki pa je pri Karlu Plešastemu kmalu prišel v nemilost in se umaknil na dvor svojega nečaka, lotarinškega kralja Lotarja II. V njegovem imenu je zavzel ozemlje današnje zahodne Švice in postal vojvoda Transjuranije. Na tej osnovi je njegov naslednik in verjetno sin Rudolf I. (†912) leta 888 ustanovil kraljevino Burgundijo. Kraljevini so potem vladali še Rudolf II. (†937), Konrad III. (†993) in Rudolf III. (†1032).  Sestra Konrada III., Adelajda (†999), se je poročila s cesarjem Otonom I. in postala celo cesarica Svetega rimskega cesarstva. S smrtjo Rudolfa III. je burgundska veja Welfov izumrla.

### Švabski Welfi
Zgodovinski viri v sredini 9. stoletja omenjajo še enega Welfa, ki bi lahko bil brat Konrada Starejšega ali pa tudi njegov bratranec. Ta Welf je bil grof v Argoviji in velja za praočeta švabskih Welfov, pri čemer pa niso jasne tudi njegov sorodstvene vezi z nasledniki (tudi ne z že omenjenim burgundskim Rudolfom I. in njegovim bratom Konradom, ki je v Konstanci, kjer je bil škof, poznan kot Sveti Konrad (†975); tudi ta dva bi lahko bila njegova vnuka).
Švabski Welfi so zgradili svojo oblast na obsežnih alodijalnih in fevdalnih posestih na Švabskem in Bavarskem. Njihov potomec je bil Welf II. (†1030), grof v Lechreinu. Poročen je bil s hčerko luksemburškega grofa Friderika (†1019) Irmtrud (Imico). Njun sin, Welf III. (†1055) je leta 1047 dobil v fevd vojvodino Koroško in mejno grofijo Verono. Že čez osem let pa je umrl.
Kakih dvajset let pred tem se je njegova sestra Kunigunda († pred 1055) poročila z italijanskim mejnim grofom Albertom Azzom II. iz rodbine Este; ta je, tako kot Welfi, izhajala iz frankovskega rodu, iz kroga Karla Velikega; zaupano ji je bilo upravljanje grofij v Lombardiji. Po smrti Welfa III. je ta rodbina prevzela njegove posesti in rodbinsko ime Welf.

## Mlajša rodbina Welfov, rodbina Welf-Este

### Bavarski vojvode
Začetnik mlajše rodbine Welfov oz. rodbine Welf-Este je bil sin Alberta Azze in Kunigunde, Welf IV. (†1101). Cesar Henrik IV. mu je leta 1070 dal v fevd bavarsko vojvodino (postal je Welf I., bavarski vojvoda), mu jo čez sedem let odvzel in mu jo 1096, potem ko sta se pobotala, spet vrnil. Welfov sin in naslednik Welf V. (Welf II., bavarski vojvoda, †1120) se je na papeževo pobudo poročil z mnogo starejšo a bogato dedinjo toskanskih vojvod, Matildo Toskansko (†1115). Welfsko posest je povečal tudi njegov brat in naslednik Henrik Črni (Henrik IX., bavarski vojvoda, †1126), ki se je poročil z Vulfildo, starejšo hčerko zadnjega saškega vojvode Magnusa iz rodu Billungov. Njuna hči Judita se je poročila s švabskim vojvodo Friderikom II. iz rodbine Štaufovcev, ki ga je cesar Henrik V., ki je bil brez otrok, predvidel za svojega naslednika. Toda ob volitvah novega nemškega kralja leta 1125 Henrik Črni ni podprl svojega zeta ampak protikandidata, saškega vojvodo Lotarja Supplinburškega, ki mu je v zameno obljubil, da bo dal svojo hčerko in edino dedinjo Gertrudo (Jero) za ženo njegovemu sinu Henriku. S tem je sprožil med rodbinama tekmovanje za položaj nemškega kralja, ki se je nadaljevalo še tri naslednje generacije.

### Bojevanje Welfov in Štaufovcev za položaj nemškega kralja
Henrik Ponosni (†1139), bavarski vojvoda, je obvladoval ogromno posest: poleg rodbinskih welfskih posesti, materine dediščine na Saškem (billunško-brinonske posesti) in velikih posesti toskanskih grofov v Italiji je s smrtjo tasta Lotarja dobil še njegove alode na Saškem (Supplinburg, Braunschweig, Northeim). Pred smrtjo mu je tast podelil v fevd še vojvodino Saško. Kot najmočnejši nemški knez je upravičeno pričakoval, da bo izvoljen za novega nemškega kralja. Toda volilni knezi so se zbali njegove prevelike oblasti in so za novega kralja (po postopku, ki je kršil ustaljeni način volitev) izvolili (1138) Štaufovca Konrada III.
Konrad je Henriku odvzel oba državna fevda, vojvodini Bavarsko in Saško, in ga izločil iz pravnega reda (izrekel mu je reichsacht). Vendar je Henrik Saško, s podporo tamkajšnjega plemstva, obranil pred napadi kraljeve vojske. Nenadoma pa je, še ne dvaintridesetleten, umrl (1139). Obrambo welfskih interesov je prevzel njegov mlajši brat Welf VI. Ta je leta 1142 dosegel, da je kralj Konrad še mladoletnemu sinu Henrika Ponosnega, Henriku Levu, vrnil vojvodino Saško.
Konrada III. je na nemškem prestolu, tudi s podporo Welfa VI., nasledil njegov nečak Friderik I. Barbarossa. Da bi končal rodbinski spor, je bratrancu Henriku vrnil tudi vojvodino Bavarsko, Welfu VI. pa dal v fevd posesti v srednji Italiji (vojvodino Spoleto, mejno grofijo Toskano, Sardinijo).
Leta 1167 je za malarijo umrl edini sin Welfa VI., Welf VII. Oče je izgubil motivacijo za ukvarjanje s posestmi. Henrik Lev je welfske posesti zahteval zase, a ni imel denarja, ki ga je stric zanje zahteval. Tako je Welf VI. obsežne posesti v Nemčiji, ki so bile raztresene od Regensburga preko Lecha na Tirolsko, prodal Frideriku Barbarossi. Ozemlje, ki ga je imel Henrik Lev pod svojo oblastjo je bilo tako ozemeljsko razdeljeno na dva ločena dela.
Odnos med Barbarosso in Levom, se je začel zapletati po letu 1166, ko je Lev odklonil svojo udeležbo na bratrančevem četrtem in kasneje tudi petem pohodu v Italijo in dal prednost utrjevanju svojega položaja na nemškem severovzhodu. Povezal se je z angleškim kraljem Henrikom II. in se poročil z njegovo hčerko Matildo. S svojim agresivnim vedenjem se je zameril tudi saškim knezom. Nezadovoljstvo proti njemu se je tako stopnjevalo, da sta mu bili v letih 1180/1181 odvzeti obe vojvodini in je bil izgnan iz države. Zatekel se je na angleški dvor. Rodbinske alode pa je smel obdržati.
Spor med rodbinama Welfov in Štaufovcev se je ponovno razplamtel po smrti Barbarossinega sina cesarja Henrika VI. Oton IV., sin Henrika Leva , se je kot protikralj Štaufovcu Filipu Švabskemu spustil v boj za nemški prestol in ga po spletu okoliščin tudi dosegel. Leta 1209 je postal celo cesar. A svojega položaja ni mogel obdržati. Z večinsko podporo nemškega plemstva ga je izpodrinil Štaufovec Friderik II.
- Alberto Azzo II. d'Este, mejni grof iz Milana, z ženo Kunigundo, sestro Welfa III.
- Welf IV. oz. Welf I., bavarski vojvoda (*1030/1040; †1101)
- Welf V. oz. Welf II., bavarski vojvoda (*~1073-†1120)
- Henrik Črni (*1075-†1126) in njegova žena Vulfhilda Billungška v delu Historia Welforum (12. stoletje), ki jo je naročil Welf VI.
- Henrik Ponosni (*1102-†1139), bavarski in saški vojvoda, in njegova žena Gertruda, hči saškega vojvode in cesarja Lotarja Supplinburškega
- Welf VI. (1115-1191), mejni grof Toskane in vojvoda Spoleta
- Opatija Steingaden, Švabska, kjer so našli grob Welfa VI. († 1191) z welfskim grbom v kamnu
- Stolnica v Braunschweigu z bronastim levom Henrika Leva

### Vojvode Braunschweig-Lüneburga
V naslednji generaciji se je welfska alodialna posest združila v rokah nečaka Otona IV., imenovanega Oton Otrok. Ta se je dokončno pobotal s Štaufovci, se umaknil iz državne politike in se posvetil zaokrožanju in utrjevanju rodbinskih posesti, ki jim je cesar Friderik II. dal status vojvodine Braunschweig-Lüneburg.
Naslednikom Otona Otroka pa enotnost vojvodine ni bila prioriteta. Delili so jo na vse manjše dele. Nastala je kopica malih, večinoma nepomembnih kneževin. Med njimi so bile največje kneževine Braunschweig-Wolfenbüttel, Göttingen, Calenberg, Grubenhagen in Lüneburg. Njihovi knezi so (po ustanovnem dogovoru) vsi imeli pravico do naziva vojvoda Braunschweig-Lüneburg. 

### Hanoverski volilni knezi
Med tridesetletno vojno se je kot švedski general uveljavil potomec Welfov knez Jurij (†1641) iz kneževine Calenberg. Ustanovil je svojo rezidenco v Hannovru, ki ga je utrdil v trdnjavo. Velja za začetnika hanoverske veje Welfov. Sledilo mu je nekaj razumnih vladarjev, ki so pod svojo oblastjo z dedovanjem in dogovori združili vso welfsko posest razen kneževine Braunschweig-Wolfenbüttel. Kneza Ernesta Avgusta (†1698) je cesar Leopold I. za podporo v pfalški nasledstveni vojni nagradil z nazivom volilnega kneza, kneževina pa je postala volilna kneževina Braunschweig-Lüneburg. Vsebovala je kneževini Calenberg, Grubenhagen, grofijo Hoya, vojvodino Saška-Lauenburg, kneževino Lüneburg (od leta 1705), vojvodino Bremen in kneževino Verden (od leta 1715). Volilna kneževina je z Bremnom dobila dostop do morja. Volilni knezi so imeli svoje rezidence v Hannovru v gradu ob Leini (Leineschloss) in v gradu Herrenhausen pa tudi v dvorcu Celle.
Ernest Avgust je bil poročen z Zofijo, hčerko volilnega kneza Friderika V. Pfalškega in Elzabete Stuart. Tako je naneslo, da je bi po smrti britanske kraljice Ane njun sin Jurij Ludvik, kot najbližji nekatoliški sorodnik, leta 1714 izvoljen za kralja Velike Britanije in Irske. Za njim so do leta 1901 Britancem vladali še štirje welfski kralji (v personalni uniji s Hannovrom) in ena welfska kraljica (ki pa Hannovru zaradi pravil dedovanja ni smela vladati).

### Braunschweiški vojvode in hanoverski kralji
Po razpadu Svetega rimskega cesarstva in po napoleonskih vojnah je po sklepu dunajskega kongresa (1814) kneževina Braunschweig-Wolfenbüttel postala vojvodina Braunschweig, volilna kneževina Braunschweig-Lüneburg pa kraljevina Hannover.
Vojvodina Braunschweig je bila množica nepovezanih ozemelj (npr.: območje med reko Aller in gričevjem Harz z Braunschweigom, ozemlje med Harzom in Weserjem z Holzmindnom, Blankenburg am Harz z okolico, upravno območje Calvörde, upravno območje Thedinghausen med Bremnom in Verdnom i. t. n.). Rodbinska veja, ki ji je vladala tej majhni vojvodini, je izumrla s smrtjo vojvode Viljema (†1884), ki ni imel otrok.
Hanoverski prvi minister je s spretnim pogajanjem na dunajskem kongresu za kraljevino Hannover pridobil obsežna ozemlja nekdanjega cesarstva, zlasti na zahodu, tako da je bilo ozemlje kraljevine večje od ozemlja prejšnje volilne kneževine. Kraljevini so do leta 1837 vladali kralji v personalni uniji z Veliko Britanijo. Kraljica Viktorija, ki je po smrti strica kralja Viljema IV. zasedla britanski prestol, v Hannovru po tamkajšnjih zakonih dedovanja ni smela vladati. Hannovrski kralj je postal njen stric, vojvoda Cumberlanda Ernest Avgust II.(†1851).
V avstrijsko-pruski vojni (1866) se je Hannover bojeval na strani Avstrijskega cesarstva in nemške veze, ki sta vojno izgubila. Zmagovita Prusija je Hannover anektirala, hannovrski kralj, Jurij V. (†1878), pa je moral v izgnanstvo. Njegov vnuk, Ernest Avgust (†1953), je leta 1913 dobil nezasedeno mesto vojvode Braunschweiga, potem ko se je poročil z edino hčerko zadnjega nemškega cesarja Viljema II., Viktorijo Luiso. Leta 1918, po koncu prve svetovne vojne, pa se je moral tudi on položaju odpovedati.
Rodbina Welf se nadaljuje v današnji čas. Trenutno jo vodi princ Ernst August, znan kot tretji soprog princese Caroline Monaške.

### Angleški kralji
Za Jurijem Ludvikom, ki je bil kot hanoverski volilni knez leta 1714 izvoljen za kralja Velike Britanije in Irske Jurija I. in je vladal do smrti leta 1727, so Britancem vladali še štirje welfski kralji in ena welfska kraljica: Jurij II. (1727–60), Jurij III. (1760–1820), Jurij IV. (1820–30), Viljem IV. (1830-37) in Viktorija (1837-1901) (Angleži so jim rekli Hanoveranci). Viktorija je bila kot britanska kraljica tudi cesarica Indije. Po njeni smrti je na prestol stopil njen sin Edvard VII., ki je po očetu pripadal eni od linij ernestinske veje saške dinastije, hiši Saška-Coburg in Gotha.
- Jurij I. (1714–1727)
- Jurij II. (1727–1760)
- Jurij III. (1760–1820)
- Jurij IV. (1820–1830)
- Viljem IV. (1830-1837)
- kraljica Viktorija (1837-1901)